# 熊代聖人
熊代 聖人（くましろ まさと、1989年4月18日 - ）は、愛媛県上浮穴郡久万高原町出身の元プロ野球選手（外野手・内野手、右投右打）、プロ野球コーチ。

## 経歴

### プロ入り前

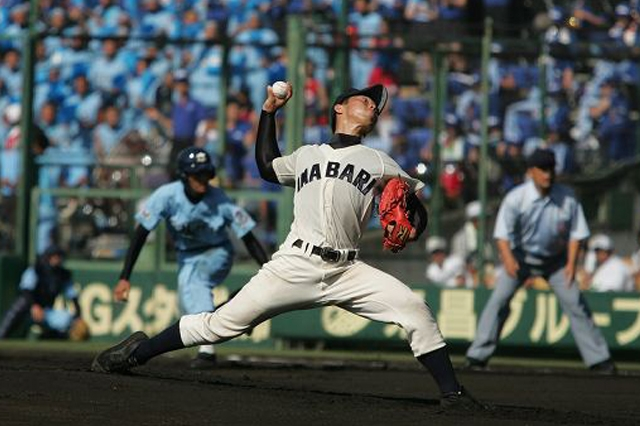
今治西時代（2007 全国高校野球選手権大会）

野球ファンだった祖父の影響を受け、プロ野球選手を志す。祖父は小学校2年生時に死去したが、生前に「必ずプロ野球選手になる」との約束を交わしていたといい、告別式の日に祖母から渡されたアイスの棒へ「絶対プロ野球選手になるけん」と書き記し、祖父の霊前に供えた。その後、柔道を習い始めるが、それと並行して小学校4年生より地元の野球チーム・久万クラブで硬式野球を始める。クラブでは全ポジションを経験。
愛媛県立今治西高等学校では投手兼外野手として、第88回全国高等学校野球選手権大会・第79回選抜高等学校野球大会・第89回全国高等学校野球選手権大会と3度の甲子園を経験する。最後の夏ではエースで4番を任され、1回戦で八代東高、2回戦で小熊凌祐擁する近江高等学校を破り、3回戦では佐藤祥万を擁する文星芸術大学附属高等学校を相手に9回に決勝本塁打を放ち、チームのベスト8進出に貢献した。1学年下には八木快がいた。準々決勝では野村祐輔、土生翔平、上本崇司、小林誠司を擁する広陵高等学校に敗れる。
甲子園における打撃成績は通算打率.421、1本塁打、8打点を記録、投手としては最速143km/hを記録し、75回3分の1を投げ自責点27、防御率3.23の成績を残している。なお、甲子園で放ったホームランボールと完封した試合のボールは共に祖父の仏壇に供えた。
高校卒業後は、社会人野球の日産自動車に入社し、内野手に転向する。1年目の2008年からレギュラー選手として起用され、チームの第79回・第80回の2度にわたる都市対抗野球出場に貢献した。
2009年11月、同社野球部の休部に伴って王子製紙へ移籍。移籍と同時に外野手（主に中堅手）へ転向し、同社でも第81回都市対抗野球大会への出場を果たしている。
2010年10月28日に行われたプロ野球ドラフト会議において、埼玉西武ライオンズから6位指名を受け、入団した。背番号は58。

### 西武時代

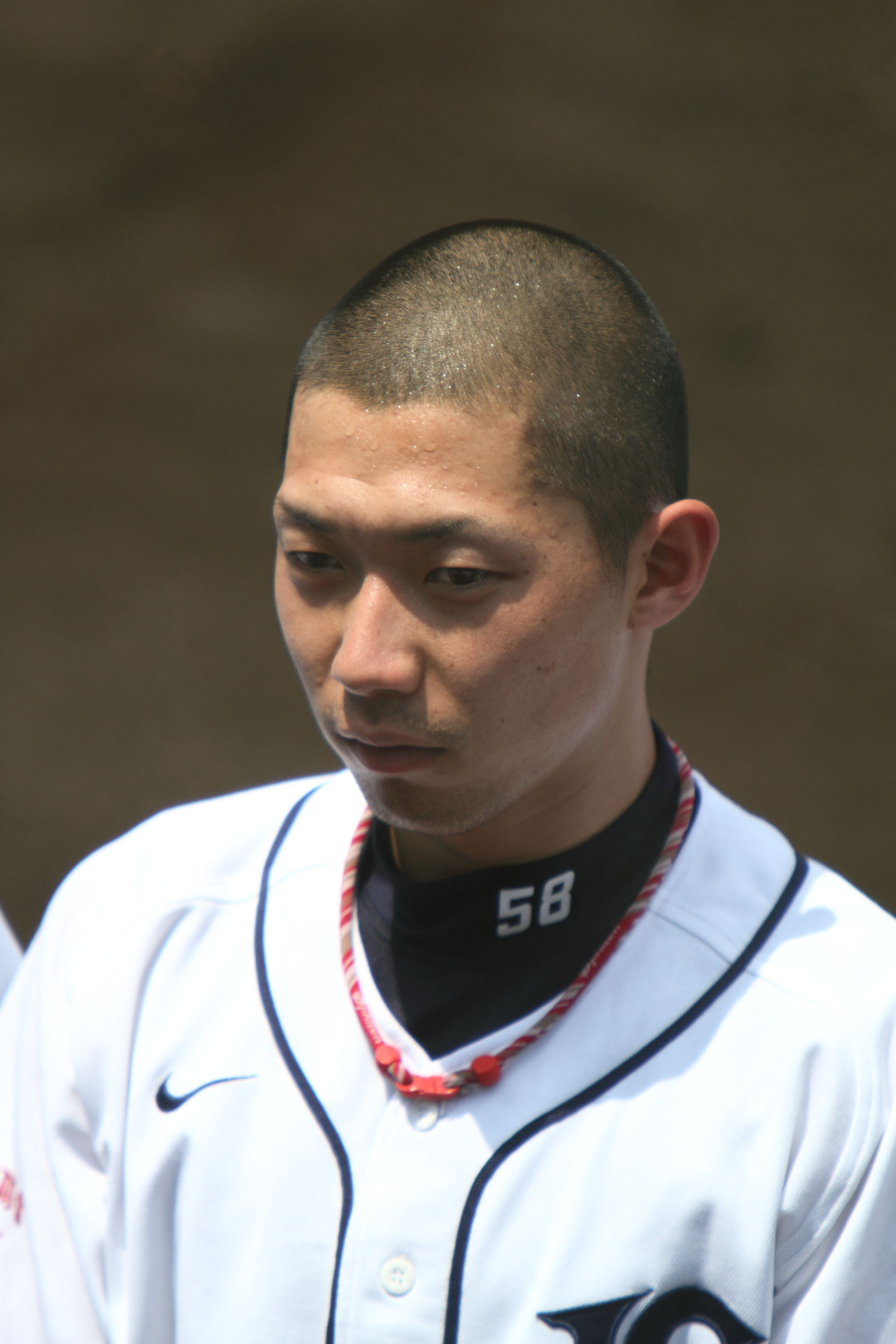
（2012年）

2011年は開幕を二軍で迎えた。打率は2割台前半だったが、チーム最多の犠打、三塁打、四死球を記録し、6月5日に不振の上本達之に代わり一軍に昇格した。6月11日の対阪神タイガース戦では「9番・左翼手」として先発出場し、プロ入り初安打を含む2安打1盗塁を記録した。その後は主に代走や試合終盤の守備固め要員として起用され、公式戦全日程終了まで二軍落ちすることなく一軍に帯同した。81試合の出場で打率.250、8打点、2盗塁だった。
2012年も代走・守備固め要員として4月の一時期を除き一軍に帯同。左投手相手にはスターティングメンバーとしての起用も多かった。8月17日の対東北楽天ゴールデンイーグルス戦では、ホセ・フェルナンデスの大飛球をキャッチし、シーズン2度目となるトリプルプレーを成立させた。スイッチヒッターにも挑戦したが左打席の完成度は低く、右投手相手には代打を出されることが多かった。二軍落ちの理由も左打席の習熟だった。109試合に出場し、打率.270、6打点、2盗塁を記録した。
2013年はスイッチヒッターを断念し、右打者に専念。開幕一軍入りするが、104試合の出場で打率.239、6打点、4盗塁だった。
2014年のシーズン開幕前、監督の伊原春樹から木村文紀や斉藤彰吾と共に「2番・右翼手」の候補として名を挙げられ、実際に「2番・右翼手」として自身初となる開幕スタメン入りを果たす。しかし、シーズン通しての一軍出場は46試合、打率は.217と2年連続で成績が下降した。秋季キャンプでは内野守備に取り組んだ。
2015年は8月31日の楽天戦に右翼手として先発出場すると、試合途中から一軍では初となる遊撃の守備に就いた。38試合の出場で打率.111、3打点、1盗塁だった。これがプロ入り最後の打点だった。
2016年は28試合の出場で打率.167と振るわず、2017年はプロ入り後初めて一軍出場が無いままシーズンを終えた。二軍では後半から内野守備にも就いた。
2018年はシーズンを全て一軍で過ごし、一軍で初めて二塁と三塁の守備に就いた。守備固めとして25試合に出場したが、打撃では無安打だった。オフの契約更改ではムードメーカーぶりが評価され、現状維持で更改した。
2019年は4月9日の楽天戦で「9番・三塁手」で初めて内野での先発出場を果たした。この年に一軍では初の一塁守備に就き、バッテリー以外の7ポジションを経験した。主に控えとして33試合に出場し、打率.267、2盗塁を記録した。
2020年は38試合に出場。12月1日、シーズン中に取得した国内FA権を行使した上で西武に残留することを発表した。
2021年6月10日の横浜DeNAベイスターズ戦では、新型コロナウイルス陽性で離脱していた源田壮亮の穴を埋めていた山田遥楓が胃腸炎でベンチを外れたため、2019年4月17日の楽天戦以来となる遊撃での先発出場を果たした。コロナ禍や故障者続出というチーム事情もあり、この年だけで投手・捕手以外の7ポジションを守り、代走と守備固めを中心に60試合に出場した。
2022年は、一軍では43試合の出場で打率.200、0本塁打、0打点に終わり、10月17日に球団から戦力外通告を受け、その後現役を引退した。

### 引退後
戦力外通告を受けた翌日の18日、2023年より西武の二軍外野守備・走塁コーチを務めることが発表された。背番号は84。2025年より一軍外野守備走塁コーチに配置転換された。

## 選手としての特徴
俊足・強肩を誇る。守備では内・外野全てのポジションを守れるだけでなく、緊急時に備えて捕手の練習も行っているユーティリティープレイヤー。外野守備では球際の強さが武器。打撃ではバットコントロールが良く、小技と粘り強さも武器である。持ち味の一つである俊足を生かすため、2011年シーズンオフの秋季練習より本格的にスイッチヒッターへ転向すべく練習を開始したが、2013年3月21日に両打ちから再び右打ちに登録変更された。

## 人物
愛称は「クマ」、「クマシー」。
プロ入り当初は青々と剃り上げた坊主頭がトレードマークであり、その容貌から同僚からは「たこ焼き」と呼ばれていた。
2011年12月8日、今治西高時代の同級生と入籍したことが発表された。
明るくイジられやすい人柄であり、チーム屈指のムードメーカーとしてチームメイトからもファンからも親しまれている。熊代は「ムードメーカーはチームの役割の一つでもある思う。プレーで貢献できることが一番だけど、雰囲気を盛り上げたり、ベンチからの声出しで味方を鼓舞したり、プレー以外にもチームのためにできることがあると思う。だから、できる限りそういうことも率先してやりたい」と語っている。
2012年8月17日でお立ち台にあがった際、以前トークショーでやることを宣言していた「クマさんポーズ」（頭に握った両手を耳のようにのせるポーズ）を披露した。
2013年9月29日、長男が誕生。同日の対千葉ロッテマリーンズ戦に代走として途中出場、試合中に誕生を伝えられたという。試合は延長戦となるも、プロ入り後初めてとなるサヨナラ安打を放った。ヒーローインタビューの中で試合中に長男が誕生したことを自ら観客に報告した。
2016年6月2日、自身の出場は無かったものの治療によりヒーローインタビューを辞退した髙橋光成の「代打」としてお立ち台に上がり、高橋になりきってインタビューを受けた。また勝利時にサインを書くプレートやボールにも「こうな #17」と代筆した。
試合前の円陣では、自ら“訓示”と称したユニークなトークでチームメイトの笑いと闘争心をあおり、士気を高めることが恒例となっている。2019年9月11日には辻発彦監督のお面をかぶってゲキを飛ばし、チームは勝利した。また、9月18日にはお笑い芸人オードリーの春日俊彰のお面をかぶり、チームはまたも勝利。日々、声出しを担当する熊代は「本当にありがたい。全員分のお面をつくってほしいくらい」と球団に要望した。

## 詳細情報

### 年度別打撃成績
| 年 度      | 球 団      | 試 合 | 打 席 | 打 数 | 得 点 | 安 打 | 二 塁 打 | 三 塁 打 | 本 塁 打 | 塁 打 | 打 点 | 盗 塁 | 盗 塁 死 | 犠 打 | 犠 飛 | 四 球 | 敬 遠 | 死 球 | 三 振 | 併 殺 打 | 打 率 | 出 塁 率 | 長 打 率 | O P S |
| ---------- | ---------- | ----- | ----- | ----- | ----- | ----- | -------- | -------- | -------- | ----- | ----- | ----- | -------- | ----- | ----- | ----- | ----- | ----- | ----- | -------- | ----- | -------- | -------- | ----- |
| 2011       | 西武       | 81    | 77    | 64    | 6     | 16    | 1        | 0        | 0        | 17    | 8     | 2     | 0        | 4     | 2     | 6     | 0     | 1     | 20    | 0        | .250  | .315     | .266     | .581  |
| 2012       | 西武       | 109   | 133   | 115   | 14    | 31    | 2        | 0        | 0        | 33    | 6     | 2     | 1        | 12    | 1     | 3     | 0     | 2     | 30    | 1        | .270  | .298     | .287     | .584  |
| 2013       | 西武       | 104   | 99    | 92    | 11    | 22    | 2        | 0        | 0        | 24    | 6     | 4     | 2        | 1     | 0     | 6     | 0     | 0     | 25    | 0        | .239  | .286     | .261     | .547  |
| 2014       | 西武       | 46    | 140   | 115   | 10    | 25    | 4        | 1        | 0        | 31    | 6     | 1     | 1        | 6     | 0     | 19    | 0     | 0     | 29    | 1        | .217  | .328     | .270     | .598  |
| 2015       | 西武       | 38    | 41    | 36    | 3     | 4     | 0        | 0        | 0        | 4     | 3     | 1     | 0        | 1     | 1     | 3     | 0     | 0     | 6     | 0        | .111  | .175     | .111     | .286  |
| 2016       | 西武       | 28    | 9     | 6     | 2     | 1     | 0        | 0        | 0        | 1     | 0     | 0     | 1        | 2     | 0     | 1     | 0     | 0     | 2     | 0        | .167  | .286     | .167     | .452  |
| 2018       | 西武       | 25    | 10    | 9     | 6     | 0     | 0        | 0        | 0        | 0     | 0     | 1     | 0        | 0     | 0     | 1     | 0     | 0     | 4     | 0        | .000  | .100     | .000     | .100  |
| 2019       | 西武       | 33    | 17    | 15    | 5     | 4     | 1        | 0        | 0        | 5     | 0     | 2     | 1        | 1     | 0     | 1     | 0     | 0     | 5     | 0        | .267  | .313     | .333     | .646  |
| 2020       | 西武       | 38    | 11    | 10    | 2     | 1     | 0        | 0        | 0        | 1     | 0     | 2     | 0        | 0     | 0     | 1     | 0     | 0     | 3     | 0        | .100  | .182     | .100     | .282  |
| 2021       | 西武       | 60    | 9     | 7     | 8     | 2     | 0        | 0        | 0        | 2     | 0     | 1     | 1        | 1     | 0     | 0     | 0     | 1     | 1     | 0        | .286  | .375     | .286     | .661  |
| 2022       | 西武       | 43    | 14    | 10    | 6     | 2     | 0        | 0        | 0        | 2     | 0     | 0     | 1        | 4     | 0     | 0     | 0     | 0     | 4     | 0        | .200  | .200     | .200     | .400  |
| 通算：11年 | 通算：11年 | 605   | 560   | 479   | 73    | 108   | 10       | 1        | 0        | 120   | 29    | 16    | 8        | 32    | 4     | 41    | 0     | 4     | 129   | 2        | .225  | .290     | .251     | .540  |

### 年度別守備成績
外野守備
| 年 度 | 球 団 | 外野  | 外野  | 外野  | 外野  | 外野  | 外野     |
| 年 度 | 球 団 | 試 合 | 刺 殺 | 補 殺 | 失 策 | 併 殺 | 守 備 率 |
| ----- | ----- | ----- | ----- | ----- | ----- | ----- | -------- |
| 2011  | 西武  | 72    | 43    | 0     | 2     | 0     | .956     |
| 2012  | 西武  | 102   | 99    | 3     | 3     | 1     | .971     |
| 2013  | 西武  | 83    | 60    | 4     | 2     | 1     | .970     |
| 2014  | 西武  | 40    | 64    | 0     | 1     | 0     | .985     |
| 2015  | 西武  | 36    | 30    | 0     | 0     | 0     | 1.000    |
| 2016  | 西武  | 25    | 9     | 0     | 0     | 0     | 1.000    |
| 2018  | 西武  | 11    | 11    | 0     | 0     | 0     | 1.000    |
| 2019  | 西武  | 10    | 4     | 0     | 1     | 0     | .800     |
| 2020  | 西武  | 30    | 22    | 0     | 0     | 0     | 1.000    |
| 2021  | 西武  | 25    | 3     | 1     | 0     | 0     | 1.000    |
| 2022  | 西武  | 20    | 11    | 1     | 0     | 1     | 1.000    |
| 通算  | 通算  | 454   | 356   | 9     | 9     | 3     | .976     |

内野守備
| 年 度 | 球 団 | 一塁  | 一塁  | 一塁  | 一塁  | 一塁  | 一塁     | 二塁  | 二塁  | 二塁  | 二塁  | 二塁  | 二塁     | 三塁  | 三塁  | 三塁  | 三塁  | 三塁  | 三塁     | 遊撃手 | 遊撃手 | 遊撃手 | 遊撃手 | 遊撃手 | 遊撃手   |
| 年 度 | 球 団 | 試 合 | 刺 殺 | 補 殺 | 失 策 | 併 殺 | 守 備 率 | 試 合 | 刺 殺 | 補 殺 | 失 策 | 併 殺 | 守 備 率 | 試 合 | 刺 殺 | 補 殺 | 失 策 | 併 殺 | 守 備 率 | 試 合  | 刺 殺  | 補 殺  | 失 策  | 併 殺  | 守 備 率 |
| ----- | ----- | ----- | ----- | ----- | ----- | ----- | -------- | ----- | ----- | ----- | ----- | ----- | -------- | ----- | ----- | ----- | ----- | ----- | -------- | ------ | ------ | ------ | ------ | ------ | -------- |
| 2015  | 西武  | -     | -     | -     | -     | -     | -        | -     | -     | -     | -     | -     | -        | -     | -     | -     | -     | -     | -        | 1      | 1      | 3      | 0      | 1      | 1.000    |
| 2018  | 西武  | -     | -     | -     | -     | -     | -        | 5     | 1     | 6     | 0     | 1     | 1.000    | 2     | 1     | 4     | 0     | 1     | 1.000    | -      | -      | -      | -      | -      | -        |
| 2019  | 西武  | 1     | 2     | 0     | 0     | 0     | 1.000    | 1     | 1     | 1     | 0     | 0     | 1.000    | 8     | 1     | 2     | 0     | 0     | 1.000    | 4      | 3      | 3      | 0      | 1      | 1.000    |
| 2020  | 西武  | 1     | 3     | 0     | 0     | 0     | 1.000    | -     | -     | -     | -     | -     | -        | 1     | 0     | 1     | 0     | 0     | 1.000    | -      | -      | -      | -      | -      | -        |
| 2021  | 西武  | 12    | 17    | 1     | 1     | 1     | .947     | 2     | 0     | 1     | 0     | 0     | 1.000    | 1     | 0     | 0     | 0     | 0     | ----     | 9      | 5      | 8      | 0      | 5      | 1.000    |
| 2022  | 西武  | 22    | 24    | 4     | 0     | 1     | 1.000    | -     | -     | -     | -     | -     | -        | 1     | 0     | 3     | 0     | 0     | 1.000    | -      | -      | -      | -      | -      | -        |
| 通算  | 通算  | 36    | 46    | 5     | 1     | 2     | .981     | 8     | 2     | 8     | 0     | 1     | 1.000    | 13    | 2     | 10    | 0     | 1     | 1.000    | 14     | 9      | 14     | 0      | 7      | 1.000    |

### 記録
初記録
- 初出場：2011年6月6日、対横浜ベイスターズ4回戦（山梨県小瀬スポーツ公園野球場）、9回表にアレックス・グラマンの代打で出場
- 初打席：同上、9回表に山口俊の前に空振り三振
- 初先発出場：2011年6月11日、対阪神タイガース3回戦（西武ドーム）、「9番・左翼手」で先発出場
- 初安打：同上、3回裏に能見篤史から右前安打
- 初盗塁：同上、3回裏に二盗（投手：能見篤史、捕手：藤井彰人）
- 初打点：2011年6月12日、対阪神タイガース4回戦（西武ドーム）、2回裏に安藤優也から中前適時打

### 背番号
- 58（2011年[4] - 2022年）
- 84（2023年[13] - ）

### 登場曲
- 暴れん坊将軍旧オープニング曲（2011年 - ）
- 「め組のひと」ラッツ&スター（2012年 - ）